# ロケーション・ハンティング
ロケーション・ハンティング（location scouting）は、映画やテレビの制作において、主に屋外のロケ地（=スタジオ外の撮影場所）を探すことを指す和製英語である。略称はロケハン。

## 概要
ヘンリー・小谷がアメリカから持ち込んだ片仮名映画用語の一つで、それまでは「ロケ探し」といわれていた。
原作がある場合でも、映像の作り手の意向・予算の都合などにより、原作とは異なる地域でロケーション・ハンティングが行われることがある。映画、テレビドラマなどでは複数回に分けてロケーション・ハンティングを行う。
候補地の選定は、ラインプロデューサー、制作担当を頂点とするパートである制作部がまず「下見ロケハン」、「ロケ交渉」を行う。制作部がスチル写真やビデオで現場を撮り、諸条件含めてメインスタッフ（監督、撮影技師、照明技師、美術デザイナー、録音技師、チーフ助監督）にプレゼンを行い、メインスタッフによるロケハン（メインロケハン）を行う。

## 種類
通常、ロケーション・ハンティングを行う際には、テレビ番組制作会社または映画会社の他に、フィルム・コミッションや地元自治体の担当者を交えて行う。これは、制作時において機材の運搬、施設の確保など多くの事前手配を容易とするためでもある。テレビドラマではシナリオロケハンと映像ロケハンを同時に行うこともある。
シナリオロケハン
映画やドラマなどで脚本を書く際に行うロケーション・ハンティング。物語などの構成において地方色などを調査し、脚本に盛り込んでいくロケーション・ハンティングである。略称は「シナハン」。
ロケハン
主に作り手である映画監督などが中心となって行うロケーション・ハンティング。脚本などのイメージを元に撮影場所などの詳細を詰めるハンティングでもある。順序としてはシナリオロケハンの後になるが、紀行的なテレビ番組の場合、ロケハンが先になることが多い。この場合は監督ではなくプロデューサーが行うこともある。なお、事前に行うロケハンでも実際に撮影に入ると、異なる場所での撮影になることも多々ある。ロケハンを現地を訪れずに以前に第三者が撮影した映像、写真などをネットで検索して済ませる場合もある。
アニメのロケハン
宮崎駿が『長くつ下のピッピ』アニメ化のために日本のアニメ業界初の海外ロケハンを行なった。しかし、原作者の許諾が得られずアニメ作品自体は製作されなかった。その後、1972年に『アルプスの少女ハイジ』制作にあたり、ロケハンが2度行われた。1回目のロケハン（スイス、フランス、ドイツ）は高畑勲（演出）、宮崎駿（場面構成、場面設定）、小田部羊一（作画監督、キャラクターデザイン）など、主要制作陣中心で、2回目のロケハン（スイスなど）は渡辺岳夫、レコード会社など音楽制作陣中心であった。
これは制作会社の瑞鷹社長（当時）の指示によるもので、「世界に通用するアニメにするために、正確な情報、風土、伝統を重視すべき」と考えていたからである。
宮崎駿監督作『もののけ姫』では白神山地・屋久島など、押井守監督作『イノセンス』ではニューヨーク・香港などでロケハンが行われた。